# Kongregacija Svetih Anđela čuvara
Sestre dominikanke Kongregacije Svetih Anđela čuvara su ženska katolička redovnička zajednica sestara dominikanki sa sjedištem u Korčuli. Osnovana je 1905. godine.
Trenutna glavarica je s. Jaka Vuco.

## Povijest
S obzirom na to da su krajem XIX. st. zajednice dominikanki u Šibeniku i Splitu u naobrazbi djelovale pod talijanskim utjecajem, dominikanci o. Anđeo Marija Miškov i o. Anđeo Šoljan razvijaju ideju o obnovi dominikanstva u Dalmaciji u hrvatskome duhu. Zamisao se počela provoditi izborom o. Miškova za provincijala Dalmatinske provincije 1902. godine, koji je htio ujediniti šibensku i splitsku zajednicu u Korčuli. O. Šoljan sastavio je prve Konstitucije, bio ispovjednik i prvi duhovnik Družbe. Prve sestre počele su djelovati u Zakloništu siromaha u Korčuli. Kongregacija je odobrena 1905., kada su blagoslovljene i zgrade novicijata i Zavoda (građene 1903.–1905.). Dobrotovori i novčani podupiratelji Družbe bili su biskupi Josip Juraj Strossmayer i njegov nasljednik Ivan Krapac te nadbiskup Juraj Posilović.

## Kuće i samostani
U zagradama je godina osnutka.
Korčula
- Samostan Anđela čuvara, Korčula (1905.)
- Kuća Sv. Josip Radnik, Vela Luka (1928.)

Šibenik
- Samostan Gospe od Ružarija (o. 1300.)

Split
- Samostan sv. Martina (o. 1300.)
- Samostan sv. Katarine Sijenske (1955.)

Zagreb
- Samostan Bl. Hozane Kotorske (1938.)
- Samostan Kraljice sv. Krunice (1945.)

Virje
- Kuća Anđeo čuvar (1942.)

Pregrada
- Kuća Majčinstvo BDM (1949.)

Orebić
- Kuća Presveto Srce Isusovo (1945.)

Subotica
- Samostan sv. Dominika (1947.)

Hamburg
- Hrvatska katolička misija (1974.)

Izvor: dominikanke.org

## Vanjske poveznice
- Službene stranice